# Carriacou y Pequeña Martinica
Carriacou y Pequeña Martinica (en inglés, Carriacou and Petite Martinique), también conocidas como Granadinas del Sur, es una dependencia de Granada, situada al norte de la isla de Granada y al sur de San Vicente y las Granadinas, en las Antillas Menores.
Carriacou es la isla más grande de las Granadinas, un archipiélago de la cadena de las Islas de Barlovento. La isla tiene 34 km² y una población de 9595 habitantes (censo de 2019). Los principales asentamientos de la isla son Hillsborough, L'Esterre, Harvey Vale y Windward. La isla vecina de Pequeña Martinica está a 2,2 millas náuticas de distancia de Carriacou. Con sus 2,37 km² y una población de 900 habitantes, es más pequeña que Carriacou. Los habitantes de esta isla viven de la construcción de barcos, la pesca y la navegación.

## Historia
El 27 de septiembre de 1650, Jacques du Parquet compró Granada a la Compagnie des Îles de l'Amérique, que se disolvió, por el equivalente a 1160 libras esterlinas. En 1657, Jacques du Parquet vendió Granada a Jean de Faudoas, conde de Sérillac, por el equivalente a 1890 libras esterlinas. En 1664, el rey Luis XIV compró a los propietarios independientes de la isla y estableció la Compañía Francesa de las Indias Occidentales. En 1674, se disolvió la Compañía Francesa de las Indias Occidentales. El gobierno de propiedad terminó en Granada, que se convirtió en una colonia de la Corona francesa como dependencia de Martinica.
Carriacou y Pequeña Martinica formaron parte de la colonia francesa en 1762. Formaron parte de la colonia británica de Granada desde 1763 hasta 1779 y desde 1783 hasta 1974. Fue parte de la colonia francesa de Granada desde 1779 hasta 1783. Durante este período turbulento, la mayor parte de la tierra en Carriacou y todas las propiedades en Pequeña Martinica eran propiedad de una mujer negra libre, Judith Philip, y miembros de su familia. Ha sido una dependencia de Granada desde 1974.

## Geografía
Carriacou es la más grande de las Granadinas y se caracteriza por un terreno montañoso que se inclina hacia playas de arena blanca. La isla se extiende desde Pegus Point en el sur hasta Gun Point en el norte y tiene aproximadamente 11 km de largo. La isla tiene varios puertos naturales y muchos arrecifes de coral y pequeños islotes en alta mar.
El punto más alto de la isla es High Point North a 291 metros sobre el nivel del mar. Carriacou no tiene ríos. Los residentes dependen de la lluvia para obtener agua.

### Islas
| Nombre            | Superficie (km²) | Población |
| ----------------- | ---------------- | --------- |
| Carriacou         | 34               | 9595      |
| Pequeña Martinica | 2,37             | 900       |
| Isla Larga        | 0,50             | 0         |
| Isla Frigate      | 0,40             | 0         |
| Isla Saline       | 0,30             | 0         |

### Clima
Hay dos estaciones, húmeda y seca. La estación seca es entre enero y junio, cuando los vientos alisios dominan el clima; la temporada de lluvias es de julio a diciembre. El clima es tropical. Las temperaturas varían de 27 a 32 °C en tierra, con temperaturas de agua de 26 a 30 °C.

## Política
Carriacou y Pequeña Martinica es un distrito electoral granadino. Elvin Nimrod del NNP, es el representante del distrito electoral y también el ministro de Asuntos de Carriacou y Pequeña Martinica.

## Transporte
El principal sistema de transporte de Carriacou y Pequeña Martinica incluye carreteras y transbordadores. La gente de Carriacou viaja principalmente en autobuses privados de 15 plazas. También hay coches de alquiler y taxis disponibles y los barcos son comunes. El aeropuerto de Lauriston, ubicado en Lauriston, Carriacou, es el principal aeropuerto de la isla, y un pequeño ferry conocido como Osprey circula entre Carriacou, Granada y Pequeña Martinica. Las cortas distancias entre las Granadinas también permiten viajar entre ellas en pequeñas embarcaciones.